# YU grupa (album iz 1975)
YU grupa je treći studijski album jugoslovenskog i srpskog rok benda  grupa.
Isti naziv ima i prvi album iz 1973 godine. Tekstove pesama je napisala Marina Tucaković, a muziku su uradili Dragi i Žika Jelić.

## Spisak pesama
1. Možda ti, možda ja 	4:13
2. Oprosti, ljubavi 	3:51
3. Bolje se živi 	4:41
4. Čovek kao ja 	3:29
5. Novi zvuk 	3:01
6. Ja moram dalje 	2:55
7. Ljubav je kao cvet 	3:48
8. Kad 3:26
9. Kišni dan 3:30

- Svi tekstovi Marine Tucaković

## Postava benda
- Dragi Jelić – gitara, vokal
- Žika Jelić – bas gitara, vokal
- Ratislav Đelmaš – bubnjevi

## Spoljašnje veze
- Istorija YU grupe
- Discogs
- EX YU ROCK enciklopedija 1960-2006. ISBN 978-86-905317-1- Проверите вредност параметра |isbn=: length (помоћ)., Petar Janjatović.